# Sovjetski zatvoreni gradovi
Zatvorenim gradom ili velegradom smatra se onaj grad/velegrad u kojem je na snazi ograničeno ili zabranjeno kretanje ili zabrana trajnog naseljavanja došljacima u bivšem Sovjetskom Savezu ili Zajednici Nezavisnih Država. Dvije su glavne kategorije zatvorenih gradova: zatvoreni zbog mjesta proizvodnje osjetljive vojne i(li) nuklearne industrije i pogranični gradovi (zapravo, cijeli pogranični prostor) zatvoren iz sigurnosnih razloga (vojne lokacije, radarske kontrole, itd.). Stranci, a često i sami državljani, imaju zabranu putovanja u takve gradove.  
Primjerice, cijela Kalinjingradska oblast je bila zabranjena za sovjetske građane koji nisu bili mjesno stanovništvo. Sevastopolj i Vladivostok bili su zatvoreni zato što su lučki gradovi. Gorki, današnji Nižnji Novgorod, bio je zatvoren zato što je u njega bio prognan Saharov koji ga nije smio napustiti, a na taj način sovjetsko je vodstvo htjelo spriječiti da strani novinari dođu u dodir s nobelovcem. 
U skupinu zatvorenih gradova spadaju i Zatvorena administrativno-teritorijalna ustrojstva (rus.  zakrytye administrativno-territorial’nye obrazovaniia ili ZATO; закрытые административно-территориальные образования (ЗАТО)), odnosno tajni gradovi SSSR-a. Bili su građeni kao sveučilišni  (Akademgorodok) ili znanstveni gradovi (Zvjezdani Grad). 
Do 2002. prema ruskoj statistici 45 gradova ima takav status i u njima živi 1 milijun 345 tisuća ljudi, što znači da svaki stoti građanin Rusije živi u zatvorenom gradu ili mjestu. No, nakon raspada SSSR-a, broj takvih ZATO gradova se znatno smanjio. 

## Ruska Federacija
Gradovi koji su i danas zatvoreni:
- Boljšoj Kamen (Primorski kraj)
- Viljučinsk (Kamčatska oblast)
- Gadžijevo (Murmanska oblast)
- Železnogorsk (Krasnojarski kraj)
- Zaozersk (Murmanska oblast)
- Zarječnij (Penzenska oblast)
- Zelenogorsk (Krasnojarski kraj)
- Znamensk (Astrahanska oblast)
- Krasnoznamensk (Moskovska oblast)
- Ljesnoj (Sverdlovska oblast)
- Mežgorje (Baškirija)
- Mirnij (Arhangelska oblast)
- Novouralsk (Sverdlovska oblast)
- Ozersk (Čeljabinska oblast)
- Ostrovnoj (Murmanska oblast)
- Poljarnij (Murmanska oblast)
- Radužnij (Vladimirska oblast)
- Sarov (Nižnjenovgorodska oblast)
- Sjeveromorsk (Murmanska oblast)
- Sjeversk (Tomska oblast)
- Snježinsk (Čeljabinska oblast)
- Snježnogorsk (Murmanska oblast)
- Trjohgornij (Čeljabinska oblast)
- Fokino (Primorski kraj)
- Šihani (Saratovska oblast)

Uz listu ovih gradova postoje još mnoga zatvorena naselja i vojni gradići.

## Ukrajina
U Ukrajini je uz Sevastopolj, još do sredine 1990. godine bio zatvoren i Dnjipropetrovsk, grad od 1 milijun i 64 tisuće stanovnika.

## Vanjske poveznice
- Trenutni popis (objavljenih) zatvorenih gradova/područja sa službene stranice Ruske Federacije (na ruskom)  Arhivirana inačica izvorne stranice od 13. veljače 2008. (Wayback Machine)
- NCI website  Arhivirana inačica izvorne stranice od 25. prosinca 2007. (Wayback Machine)
- Global Security article on ZATO